# FIBA AmeriCup femenina de 2019
La II FIBA AmeriCup femenina de 2019, fue la 15.ª edición del campeonato de selecciones nacionales femeninas de baloncesto femenino del continente americano. Se disputó del 22 al 29 de septiembre en el Coliseo Roberto Clemente de la ciudad de San Juan en Puerto Rico.
Los ocho primeros lugares clasificaron a los Torneos Preclasificatorios Olímpicos Femeninos FIBA de las Américas 2019 disputados en Argentina y Canadá en noviembre, de donde salieron los cuatro equipos que disputaron el Torneo Preolímpico femenino FIBA 2020 del 6 al 9 de febrero de 2020.

## Clasificación
Los equipos se clasificaron a la AmeriCup de la siguiente forma: Norteamérica recibe entrada automática en representación de su región, Centroamérica a través del Centrobasket 2018 y Sudamérica mediante el Campeonato Sudamericano de 2018.
| Norteamérica                             | Centroamérica y el Caribe                           | Sudamérica                         |
| ---------------------------------------- | --------------------------------------------------- | ---------------------------------- |
| Canadá (campeón defensor) Estados Unidos | Cuba México Puerto Rico (sede) República Dominicana | Argentina Brasil Colombia Paraguay |

## Sorteo
Se realizó el sorteo de los grupos el 23 de julio de 2019 en el Coliseo Roberto Clemente de la ciudad de San Juan en Puerto Rico.
| Grupo A              | Grupo B        |
| -------------------- | -------------- |
| República Dominicana | Argentina      |
| Cuba                 | Paraguay       |
| Canadá               | Colombia       |
| México               | Brasil         |
| Puerto Rico          | Estados Unidos |

## Primera fase

### Grupo A
| Pos. | Equipo               | Pts | PJ | G | P | PE  | PP  | Dif  |
| ---- | -------------------- | --- | -- | - | - | --- | --- | ---- |
| 1.   | Canadá               | 8   | 4  | 4 | 0 | 352 | 204 | +148 |
| 2.   | Puerto Rico          | 7   | 4  | 3 | 1 | 290 | 228 | +62  |
| 3.   | Cuba                 | 6   | 4  | 2 | 2 | 236 | 291 | –55  |
| 4.   | República Dominicana | 5   | 4  | 1 | 3 | 235 | 276 | –41  |
| 5.   | México               | 4   | 4  | 0 | 4 | 206 | 320 | –114 |

|  | Clasificado a la siguiente fase del torneo |

Los horarios corresponde al huso horario de San Juan, UTC–4.
Fecha 1
| 22 de septiembre, 12:30 | México                                                                           | 53–109               | Canadá                                                     | San Juan                                                                              |  |
|                         | Parciales: 13–31, 7–20, 21–27, 12–31                                             |                      |                                                            |                                                                                       |  |
|                         | Estadísticas Jacqueline Luna-Castro 12 Jacqueline Luna-Castro 11 Paola Beltrán 3 | Reporte Pts Reb Asts | Estadísticas 21 Jamie Scott 11 Kayla Alexander 9 Sami Hill | Pabellón: Coliseo Roberto Clemente Árbitros: Amy Bonner Gina Cross Rodrigo Mejia Mesa |  |

| 22 de septiembre, 20:00 | Cuba                                                              | 55–80                | Puerto Rico                                                      | San Juan                                                                              |  |
|                         | Parciales: 10–21, 20–20, 10–25, 15–14                             |                      |                                                                  |                                                                                       |  |
|                         | Estadísticas Yamara Amargo 20 Anisleidy Galindo 9 Yamara Amargo 4 | Reporte Pts Reb Asts | Estadísticas 14 Ali Gibson 9 Ysalis Quiñones 8 Dayshalee Salamán | Pabellón: Coliseo Roberto Clemente Árbitros: Fabricio Vito Andreia Silva Norval Young |  |

Fecha 2
| 23 de septiembre, 12:30 | República Dominicana                                               | 67–52                | México                                                                            | San Juan                                                                                 |  |
|                         | Parciales: 9–8, 20–18, 20–14, 18–12                                |                      |                                                                                   |                                                                                          |  |
|                         | Estadísticas Julady Zapata 20 Giocelis Reynoso 10 Yohanna Morton 6 | Reporte Pts Reb Asts | Estadísticas 16 Jacqueline Luna-Castro 10 Jacqueline Luna-Castro 5 Gladiana Ávila | Pabellón: Coliseo Roberto Clemente Árbitros: Amy Bonner Andreia Silva Rodrigo Mejia Mesa |  |

| 23 de septiembre, 17:30 | Canadá                                                                | 87–51                | Cuba                                                                  | San Juan                                                                             |  |
|                         | Parciales: 14–13, 21–14, 24–16, 28–8                                  |                      |                                                                       |                                                                                      |  |
|                         | Estadísticas Kayla Alexander 23 Kayla Alexander 15 Cuatro jugadoras 3 | Reporte Pts Reb Asts | Estadísticas 15 Anisleidy Galindo 5 Klavdia Calvo 4 Lisdeyvi Martínez | Pabellón: Coliseo Roberto Clemente Árbitros: Gina Cross Fabricio Vito Nicolás Flores |  |

Fecha 3
| 24 de septiembre, 15:00 | Cuba                                                                   | 65–62                | República Dominicana                                              | San Juan                                                                            |  |
|                         | Parciales: 13–18, 19–13, 19–18, 14–13                                  |                      |                                                                   |                                                                                     |  |
|                         | Estadísticas Yamara Amargo 30 Suchitel Ávila 16 S. Ávila, A. Galindo 6 | Reporte Pts Reb Asts | Estadísticas 17 Yohanna Morton 10 Sugeiry Monsac 6 Yohanna Morton | Pabellón: Coliseo Roberto Clemente Árbitros: Gina Cross Andreia Silva Juan Figueroa |  |

| 24 de septiembre, 20:00 | Puerto Rico                                                              | 50–78                | Canadá                                                           | San Juan                                                                             |  |
|                         | Parciales: 12–24, 10–12, 12–23, 16–19                                    |                      |                                                                  |                                                                                      |  |
|                         | Estadísticas Pamela Rosado 11 Cuatro jugadoras 3 J. O'Neill, P. Rosado 3 | Reporte Pts Reb Asts | Estadísticas 20 Jamie Scott 9 J. Scott, K. Alexander 9 Sami Hill | Pabellón: Coliseo Roberto Clemente Árbitros: Amy Bonner Fabricio Vito Nicolás Flores |  |

Fecha 4
| 25 de septiembre, 12:30 | México                                                                            | 62–65                | Cuba                                                             | San Juan                                                                            |  |
|                         | Parciales: 16–16, 13–18, 13–12, 20–19                                             |                      |                                                                  |                                                                                     |  |
|                         | Estadísticas Jacqueline Luna-Castro 13 Jacqueline Luna-Castro 14 Gladiana Ávila 4 | Reporte Pts Reb Asts | Estadísticas 22 Yamara Amargo 15 Suchitel Ávila 4 Suchitel Ávila | Pabellón: Coliseo Roberto Clemente Árbitros: Amy Bonner Nicolás Flores Norval Young |  |

| 25 de septiembre, 20:00 | República Dominicana                                              | 56–81                | Puerto Rico                                                         | San Juan                                                                                 |  |
|                         | Parciales: 9–18, 12–17, 22–19, 13–27                              |                      |                                                                     |                                                                                          |  |
|                         | Estadísticas Sugeiry Monsac 20 Sugeiry Monsac 13 Yohanna Morton 5 | Reporte Pts Reb Asts | Estadísticas 15 J. O'Neill, D. Salamán 7 Ali Gibson 7 Pamela Rosado | Pabellón: Coliseo Roberto Clemente Árbitros: Gina Cross Fabricio Vito Rodrigo Mejia Mesa |  |

Fecha 5
| 26 de septiembre, 12:30 | Canadá                                                               | 78–50                | República Dominicana                                              | San Juan                                                                                  |  |
|                         | Parciales: 20–11, 19–13, 19–14, 20–12                                |                      |                                                                   |                                                                                           |  |
|                         | Estadísticas Bridget Carleton 15 Kayla Alexander 10 Tres jugadoras 4 | Reporte Pts Reb Asts | Estadísticas 9 Tres jugadoras 5 Flor Jones 3 S. Monsac, J. Zapata | Pabellón: Coliseo Roberto Clemente Árbitros: Amy Bonner Nicolás Flores Rodrigo Mejia Mesa |  |

| 26 de septiembre, 20:00 | Puerto Rico                                                           | 79–39                | México                                                                   | San Juan                                                                           |  |
|                         | Parciales: 22–8, 20–6, 20–9, 17–16                                    |                      |                                                                          |                                                                                    |  |
|                         | Estadísticas D. Kuzmanic, I. Pagan 12 Pamela Rosado 9 Pamela Rosado 8 | Reporte Pts Reb Asts | Estadísticas 10 Gladiana Ávila 9 Jacqueline Luna-Castro 3 Gladiana Ávila | Pabellón: Coliseo Roberto Clemente Árbitros: Gina Cross Andreia Silva Norval Young |  |

### Grupo B
| Pos. | Equipo         | Pts | PJ | G | P | PE  | PP  | Dif  |
| ---- | -------------- | --- | -- | - | - | --- | --- | ---- |
| 1.   | Estados Unidos | 8   | 4  | 4 | 0 | 387 | 200 | +187 |
| 2.   | Brasil         | 7   | 4  | 3 | 1 | 317 | 258 | +59  |
| 3.   | Colombia       | 6   | 4  | 2 | 2 | 254 | 277 | –23  |
| 4.   | Argentina      | 5   | 4  | 1 | 3 | 244 | 303 | –59  |
| 5.   | Paraguay       | 4   | 4  | 0 | 4 | 195 | 359 | –164 |

|  | Clasificado a la siguiente fase del torneo |

Los horarios corresponde al huso horario de San Juan, UTC–4.
Fecha 1
| 22 de septiembre, 15:00 | Paraguay                                                     | 31–110               | Estados Unidos                                                           | San Juan                                                                                   |  |
|                         | Parciales: 11–28, 7–28, 5–30, 8–24                           |                      |                                                                          |                                                                                            |  |
|                         | Estadísticas Marta Peralta 9 Paola Ferrari 8 Marta Peralta 2 | Reporte Pts Reb Asts | Estadísticas 25 Diamond De Shields 14 Sylvia Fowles 8 Diamond De Shields | Pabellón: Coliseo Roberto Clemente Árbitros: Maripier Malo Roberto Mota Inoa Yuliet Méndez |  |

| 22 de septiembre, 17:30 | Brasil                                                               | 67–61                | Colombia                                                       | San Juan                                                                                    |  |
|                         | Parciales: 15–18, 13–10, 19–21, 20–12                                |                      |                                                                |                                                                                             |  |
|                         | Estadísticas Clarissa Dos Santos 14 Érika de Souza 10 Débora Costa 5 | Reporte Pts Reb Asts | Estadísticas 19 Jenifer Muñoz 10 Mabel Martínez 6 Manuela Ríos | Pabellón: Coliseo Roberto Clemente Árbitros: Jesed Díaz Hortencia Sánchez Américo Rodríguez |  |

Fecha 2
| 23 de septiembre, 15:00 | Colombia                                                    | 74–51                | Paraguay                                                               | San Juan                                                                                       |  |
|                         | Parciales: 21–14, 19–14, 23–14, 11–9                        |                      |                                                                        |                                                                                                |  |
|                         | Estadísticas Jenifer Muñóz 16 Yuliany Paz 15 Manuela Ríos 4 | Reporte Pts Reb Asts | Estadísticas 20 Paola Ferrari 9 María Caraves 3 M. Peralta, P. Ferrari | Pabellón: Coliseo Roberto Clemente Árbitros: Hortencia Sánchez Roberto Mota Inoa Yuliet Méndez |  |

| 23 de septiembre, 20:00 | Argentina                                                           | 49–76                | Brasil                                                               | San Juan                                                                                       |  |
|                         | Parciales: 8–13, 4–14, 22–26, 15–23                                 |                      |                                                                      |                                                                                                |  |
|                         | Estadísticas Andrea Boquete 10 Victoria Llorente 7 Macarena Durso 4 | Reporte Pts Reb Asts | Estadísticas 15 Patty Teixeira 16 Clarissa Dos Santos 4 Débora Costa | Pabellón: Coliseo Roberto Clemente Árbitros: Maripier Malo Américo Rodríguez Krishna Domínguez |  |

Fecha 3
| 24 de septiembre, 12:30 | Estados Unidos                                                      | 88–46                | Colombia                                                      | San Juan                                                                                       |  |
|                         | Parciales: 21–11, 23–15, 24–13, 20–7                                |                      |                                                               |                                                                                                |  |
|                         | Estadísticas Sylvia Fowles 22 Olivia Nelson-Ododa 8 Jordin Canadá 8 | Reporte Pts Reb Asts | Estadísticas 20 Jenifer Muñoz 6 Mabel Martínez 4 Manuela Ríos | Pabellón: Coliseo Roberto Clemente Árbitros: Roberto Mota Inoa Maripier Malo Krishna Domínguez |  |

| 24 de septiembre, 17:30 | Paraguay                                                       | 54–74                | Argentina                                                           | San Juan                                                                                |  |
|                         | Parciales: 14–14, 17–25, 12–18, 11–17                          |                      |                                                                     |                                                                                         |  |
|                         | Estadísticas Paola Ferrari 27 María Caraves 14 Marta Peralta 6 | Reporte Pts Reb Asts | Estadísticas 22 Agostina Burani 11 Agostina Burani 8 Andrea Boquete | Pabellón: Coliseo Roberto Clemente Árbitros: Jesed Díaz Hortencia Sánchez Yuliet Méndez |  |

Fecha 4
| 25 de septiembre, 15:00 | Brasil                                                          | 101–59               | Paraguay                                                      | San Juan                                                                                    |  |
|                         | Parciales: 22–20, 28–13, 19–20, 32–6                            |                      |                                                               |                                                                                             |  |
|                         | Estadísticas Damiris Dantas 22 Damiris Dantas 7 Alana Gonçalo 6 | Reporte Pts Reb Asts | Estadísticas 25 Paola Ferrari 7 Paola Ferrari 4 Marta Peralta | Pabellón: Coliseo Roberto Clemente Árbitros: Jesed Díaz Hortencia Sánchez Krishna Domínguez |  |

| 25 de septiembre, 17:30 | Argentina                                                        | 50–100               | Estados Unidos                                                                 | San Juan                                                                                   |  |
|                         | Parciales: 13–24, 11–23, 9–24, 17–29                             |                      |                                                                                |                                                                                            |  |
|                         | Estadísticas Macarena Durso 12 Macarena Durso 8 Macarena Durso 3 | Reporte Pts Reb Asts | Estadísticas 16 Katie Lou Samuelson 7 B. Sykes, K.L. Samuelson 9 Jordin Canada | Pabellón: Coliseo Roberto Clemente Árbitros: Roberto Mota Inoa Maripier Malo Yuliet Méndez |  |

Fecha 5
| 26 de septiembre, 12:30 | Colombia                                                      | 73–71                | Argentina                                                              | San Juan                                                                                |  |
|                         | Parciales: 6–17, 24–10, 9–18, 15–9 (T.E.: 8–8, 11–9)          |                      |                                                                        |                                                                                         |  |
|                         | Estadísticas Manuela Ríos 17 Mabel Martínez 10 Manuela Ríos 7 | Reporte Pts Reb Asts | Estadísticas 16 Débora González 18 Victoria Llorente 5 Agostina Burani | Pabellón: Coliseo Roberto Clemente Árbitros: Jesed Díaz Maripier Malo Krishna Domínguez |  |

| 26 de septiembre, 15:00 | Estados Unidos                                                    | 89–73                | Brasil                                                                  | San Juan                                                                                           |  |
|                         | Parciales: 24–16, 29–24, 19–12, 17–21                             |                      |                                                                         | |  |
|                         | Estadísticas Diamond DeShields 19 Tina Charles 10 Jordin Canada 6 | Reporte Pts Reb Asts | Estadísticas 16 Damiris Dantas 5 D. Dantas, E. De Souza 4 Alana Gonçalo | Pabellón: Coliseo Roberto Clemente Árbitros: Roberto Mota Inoa Hortencia Sánchez Américo Rodríguez |  |

## Segunda fase
|  | Semifinales      | Semifinales      | Semifinales      |                |        | Final            | Final            | Final            |  |
|  | 28 de septiembre | 28 de septiembre | 28 de septiembre |                |        | 29 de septiembre | 29 de septiembre | 29 de septiembre |  |
|  |                  |                  |                  |                |        |                  |                  |                  |  |
|  |                  |                  |                  |                |        |                  |                  |                  |  |
|  | 1A               | Canadá           | 66               |                |        |                  |                  |                  |  |
|  | 1A               | Canadá           | 66               |                |        |                  |                  |                  |  |
|  | 2B               | Brasil           | 58               |                |        |                  |                  |                  |  |
|  | 2B               | Brasil           | 58               |                | Canadá | Canadá           | 46               |                  |  |
|  |                  |                  |                  |                | Canadá | Canadá           | 46               |                  |  |
|  |                  |                  | Estados Unidos   | Estados Unidos | 67     |                  |                  |                  |  |
|  | 1B               | Estados Unidos   | Estados Unidos   | Estados Unidos | 67     | 78               |                  |                  |  |
|  | 1B               | Estados Unidos   |                  |                |        | 78               |                  |                  |  |
|  | 2A               | Puerto Rico      | 54               |                |        | Tercer puesto    | Tercer puesto    | Tercer puesto    |  |
|  | 2A               | Puerto Rico      | 54               |                |        | Tercer puesto    | Tercer puesto    | Tercer puesto    |  |
|  |                  |                  |                  |                |        |                  |                  |                  |  |
|  |                  |                  |                  |                |        | Brasil           | Brasil           | 95               |  |
|  |                  |                  |                  |                |        | Brasil           | Brasil           | 95               |  |
|  |                  |                  |                  |                |        | Puerto Rico      | Puerto Rico      | 66               |  |
|  |                  |                  |                  |                |        | Puerto Rico      | Puerto Rico      | 66               |  |
|  |                  |                  |                  |                |        |                  |                  |                  |  |

### Séptimo puesto
| 28 de septiembre, 12:30 | República Dominicana                                                     | 67–65                | Argentina                                                              | San Juan                                                                            |  |
|                         | Parciales: 12–9, 17–17, 14–24, 24–15                                     |                      |                                                                        |                                                                                     |  |
|                         | Estadísticas Yohanna Morton 18 Giocelis Reynoso 12 Génesis Evangelista 4 | Reporte Pts Reb Asts | Estadísticas 14 Andrea Boquete 6 Agostina Burani 6 Luciana De la Barba | Pabellón: Coliseo Roberto Clemente Árbitros: Gina Cross Andreia Silva Yuliet Méndez |  |

### Quinto puesto
| 28 de septiembre, 15:00 | Cuba                                                                          | 62–75                | Colombia                                                    | San Juan                                                                         |  |
|                         | Parciales: 19–11, 13–20, 18–21, 12–23                                         |                      |                                                             |                                                                                  |  |
|                         | Estadísticas Anisleidy Galindo 13 Anisleidy Galindo 10 S. Ávila, A. Galindo 5 | Reporte Pts Reb Asts | Estadísticas 14 Jenifer Muñoz 10 Yuliany Paz 6 Manuela Ríos | Pabellón: Coliseo Roberto Clemente Árbitros: Amy Bonner Jesed Díaz Maripier Malo |  |

### Semifinales
| 28 de septiembre, 17:30 | Canadá                                                                 | 66–58                | Brasil                                                                 | San Juan                                                                                    |  |
|                         | Parciales: 15–11, 11–17, 17–17, 23–13                                  |                      |                                                                        |                                                                                             |  |
|                         | Estadísticas Shay Colley 23 Nayo Raincock-Ekunwe 10 Cuatro jugadoras 2 | Reporte Pts Reb Asts | Estadísticas 16 Damiris Dantas 9 D. Dantas, E. De Souza 5 Tainá Paixão | Pabellón: Coliseo Roberto Clemente Árbitros: Fabricio Vito Krishna Domínguez Nicolás Flores |  |

| 28 de septiembre, 20:00 | Estados Unidos                                                    | 78–54                | Puerto Rico                                                       | San Juan                                                                                            |  |
|                         | Parciales: 19–10, 19–12, 17–14, 23–18                             |                      |                                                                   | |  |
|                         | Estadísticas Sylvia Fowles 17 Sylvia Fowles 13 Napheesa Collier 4 | Reporte Pts Reb Asts | Estadísticas 12 Pamela Rosado 5 Isalys Quiñónes 3 Jazmon Gwathmey | Pabellón: Coliseo Roberto Clemente Árbitros: Hortencia Sánchez Roberto Mota Inoa Rodrigo Mejia Mesa |  |

### Tercer puesto
| 29 de septiembre, 17:30 | Brasil                                                            | 95–66                | Puerto Rico                                                             | San Juan                                                                                   |  |
|                         | Parciales: 24–17, 20–16, 32–16, 19–17                             |                      |                                                                         |                                                                                            |  |
|                         | Estadísticas Damiris Dantas 28 Érika de Souza 10 Damiris Dantas 8 | Reporte Pts Reb Asts | Estadísticas 15 Dayshalee Salamán 6 Jazmon Gwathmey 4 Dayshalee Salamán | Pabellón: Coliseo Roberto Clemente Árbitros: Fabricio Vito Krishna Domínguez Maripier Malo |  |

### Final
| 29 de septiembre, 20:00 | Canadá                                                | 46–67                | Estados Unidos                                                                             | San Juan                                                                                     |  |
|                         | Parciales: 9–14, 15–20, 14–23, 8–10                   |                      |                                                                                            |                                                                                              |  |
|                         | Estadísticas Jamie Scott 12 Jamie Scott 7 Sami Hill 2 | Reporte Pts Reb Asts | Estadísticas 12 T. Charles, S. Fowles 11 T. Charles, N. Collier 3 N. Collier, D. DeShields | Pabellón: Coliseo Roberto Clemente Árbitros: Andreia Silva Nicolás Flores Rodrigo Mejia Mesa |  |

|                                    |
| Bandera de Estados Unidos          |
| Campeón Estados Unidos 3.er título |

## Distinciones
| Categoría                  | Ganadora                                                                      |
| -------------------------- | ----------------------------------------------------------------------------- |
| Jugadora Más Valiosa (MVP) | Sylvia Fowles                                                                 |
| Quinteto ideal             | Jordin Canadá Diamond De Shields Damiris Dantas Kayla Alexander Sylvia Fowles |

## Posiciones finales
| Pos               | Selección            |
| ----------------- | -------------------- |
| Medalla de oro    | Estados Unidos       |
| Medalla de plata  | Canadá               |
| Medalla de bronce | Brasil               |
| 4                 | Puerto Rico          |
| 5                 | Colombia             |
| 6                 | Cuba                 |
| 7                 | República Dominicana |
| 8                 | Argentina            |
| 9                 | México               |
| 10                | Paraguay             |

## Clasificadas a Torneos Preolímpicos Femeninos FIBA de las Américas 2019[7]
| Argentina | Brasil | Canadá | Colombia |

| Cuba | Estados Unidos | Puerto Rico | República Dominicana |